# Alena Saili
Alena Saili (Porirua, 13 december 1998) is een Nieuw-Zeelands rugbyspeler.

## Carrière
Saili won met de ploeg van Nieuw-Zeeland tijdens de Olympische Zomerspelen van Tokio de olympische gouden medaille.

## Erelijst

### Rugby Seven
- Gemenebestspelen  2018
- Olympische Zomerspelen:  2021